# ان‌جی‌سی ۴۵
ان‌جی‌سی ۴۵ (انگلیسی: NGC 45)، یک کهکشان مارپیچی است که در صورت فلکی نهنگ واقع شده است. این کهکشان برای نخستین بار در ۱۱ نوامبر ۱۸۳۵، توسط ستاره‌شناس انگلیسی، جان هرشل کشف شد.